# Rossoshansky (huyện)
Huyện Rossoshansky (tiếng Nga: ? райо́н) là một huyện hành chính tự quản (raion), của Tỉnh Voronezh, Nga. Huyện có diện tích 2423 kilômét vuông, dân số thời điểm ngày 1 tháng 1 năm 2000 là 31800 người. Trung tâm của huyện đóng ở Rossosh'.